# Велике Село (Німанський район)
Велике Село (рос. Большое Село) — селище Німанського району, Калінінградської області Росії. Входить до складу Німанського міського поселення.
Населення — 539 осіб (2015 рік).